# Agàstenes
Agàstenes (Grec antic: Ἀγασθένης), en la mitologia grega, fou fill d'Augies al que va succeir al tron al regne d'Èlida. En el govern del regne va tenir al costat Amfímac i Talpi. Amb Peloris, va ser pare de Polixen, que seria un dels pretendents d'Hèlena de Troia, que va reunificar el regne quan va tornar de Troia.